# Élections générales britanniques de 2015
Des élections générales britanniques ont lieu le 7 mai 2015 pour élire la 56e législature du Parlement du Royaume-Uni.
En dépit des sondages, qui annonçaient un nouveau parlement minoritaire comme lors des élections précédentes, les conservateurs du Premier ministre David Cameron emportent la majorité absolue des 650 sièges avec 330 élus. Leurs partenaires de coalition, les Libéraux-démocrates, subissent une cuisante défaite et sont réduits à huit députés.
Le chef de l'opposition, Ed Miliband, conduit le Parti travailliste à sa pire défaite depuis 1987. Les travaillistes sont notamment défaits en Écosse au profit du SNP, qui remporte 56 des 59 sièges écossais. UKIP réussit une percée en voix, sans réussir à les transformer en sièges.
Au lendemain des élections, le chef du Parti travailliste, Ed Miliband, ainsi que celui des Libéraux-démocrates Nick Clegg démissionnent.
Des élections locales ont lieu le même jour en Angleterre.

## Organisation

### Mode de scrutin
L'accord de coalition entre le Parti conservateur et les Libéraux-démocrates prévoyait un référendum sur le mode de scrutin de la Chambre des communes. Celui-ci est organisé le 5 mai 2011 mais les électeurs rejettent à 67,9 % le vote alternatif qui leur était proposé. Dès lors, les élections de 2015 se tiennent de nouveau au scrutin uninominal majoritaire à un tour : dans chacune des circonscriptions est élu le candidat qui arrive en tête.

### Découpage électoral
Le Parliamentary Voting System and Constituencies Act 2011 prévoyait un redécoupage électoral et la baisse du nombre de députés de 650 à 600, conformément à une promesse électorale du Parti conservateur. Toutefois, la loi a été amendée en 2013 et le redécoupage des circonscriptions n'interviendra, au mieux, qu'en 2018. En réalité les élections anticipées de 2017, se tiendront encore avec l'ancien découpage. Ainsi, les élections de 2015 se tiennent dans les mêmes 650 circonscriptions que les élections de 2010.

### Calendrier

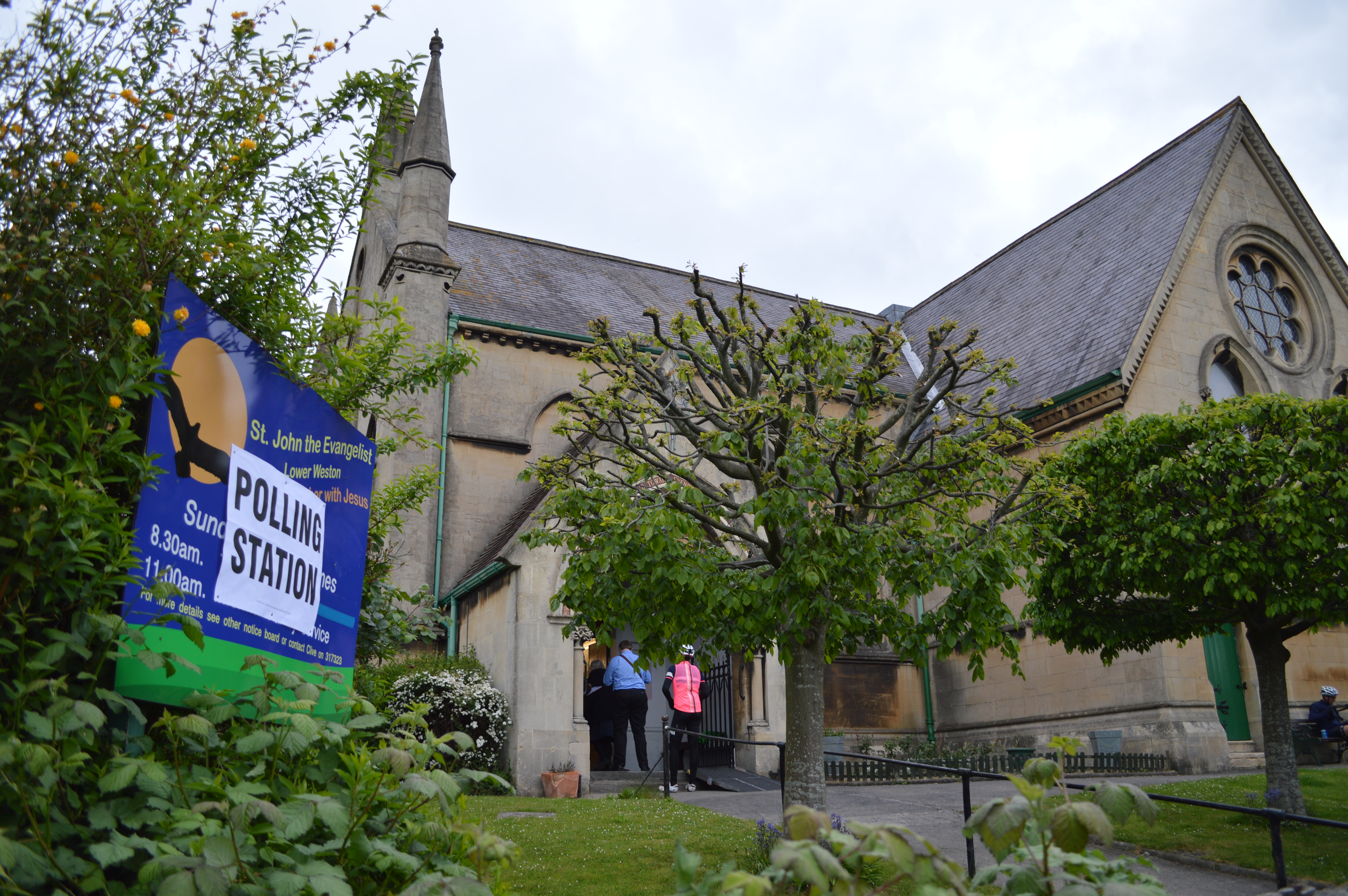
L'église de Weston, à Bath, tient lieu de bureau de vote, le 7 mai 2015.

Traditionnellement, le Premier ministre pouvait demander au monarque de dissoudre la Chambre des communes à tout moment, ce qui permettait au parti au pouvoir de choisir la date du scrutin.
L'adoption en 2011 du Fixed-term Parliaments Act a mis fin à cette pratique. Désormais, les élections générales ont lieu le premier jeudi de mai cinq ans après les précédentes élections. Le Parlement est automatiquement dissous 25 jours ouvrés avant cette date. Une dissolution et des élections anticipées ne peuvent avoir lieu que si le gouvernement perd la confiance de la chambre.
Ainsi, en 2015, le Parlement est dissous le 30 mars et les élections générales ont lieu le jeudi 7 mai. Les bureaux de vote sont ouverts de 7 h à 22 h . Le dépouillement devrait être terminé dans la journée du 8 mai.
Le nouveau Parlement doit siéger le 18 mai 2015, jour où il élira son président. Le discours du Trône est prévu le 27 mai. Après quelques jours de débat, un vote a lieu sur le discours du Trône : il est généralement perçu comme un vote sur le gouvernement (bien qu'il ne s'agisse pas explicitement d'un vote de confiance selon le Fixed-term Parliaments Act).
Pendant la formation du gouvernement, le gouvernement sortant reste en fonction pour gérer les affaires courantes.

## Campagne

### Partis politiques
| Parti    | Parti         | Sièges | Sièges   |
| Parti    | Parti         | 2010   | Sortants |
| -------- | ------------- | ------ | -------- |
|          | Conservateurs | 306    | 303      |
|          | Travaillistes | 258    | 257      |
|          | LibDems       | 57     | 56       |
|          | DUP           | 8      | 8        |
|          | SNP           | 6      | 6        |
|          | Sinn Féin     | 5      | 5        |
|          | Indépendants  | 1      | 3        |
|          | Plaid Cymru   | 3      | 3        |
|          | SDLP          | 3      | 3        |
|          | UKIP          | 0      | 2        |
|          | Alliance      | 1      | 1        |
|          | Verts         | 1      | 1        |
|          | Respect       | 0      | 1        |
|          | Speaker       | 1      | 1        |
| Total    | Total         | 650    | 650      |
| Majorité | Majorité      | +83    | +75      |

La Grande-Bretagne et l'Irlande du Nord ont des systèmes de partis distincts. Au 9 avril 2015, le registre de la Commission électorale comptait 428 partis politiques enregistrés en Grande-Bretagne et 36 en Irlande du Nord.
Le paysage politique britannique a longtemps été qualifié de bipartite : les partis conservateur et travailliste sont les deux principaux partis depuis les années 1930 et tous les Premiers ministres depuis sont issus de leur rang. L'un de ces deux partis a obtenu une majorité absolue des sièges à chaque élection sauf en 1974 et 2010. Toutefois, depuis plusieurs années, on observe que le poids des deux grands partis diminue au profit de partis plus petits.

#### Parti conservateur

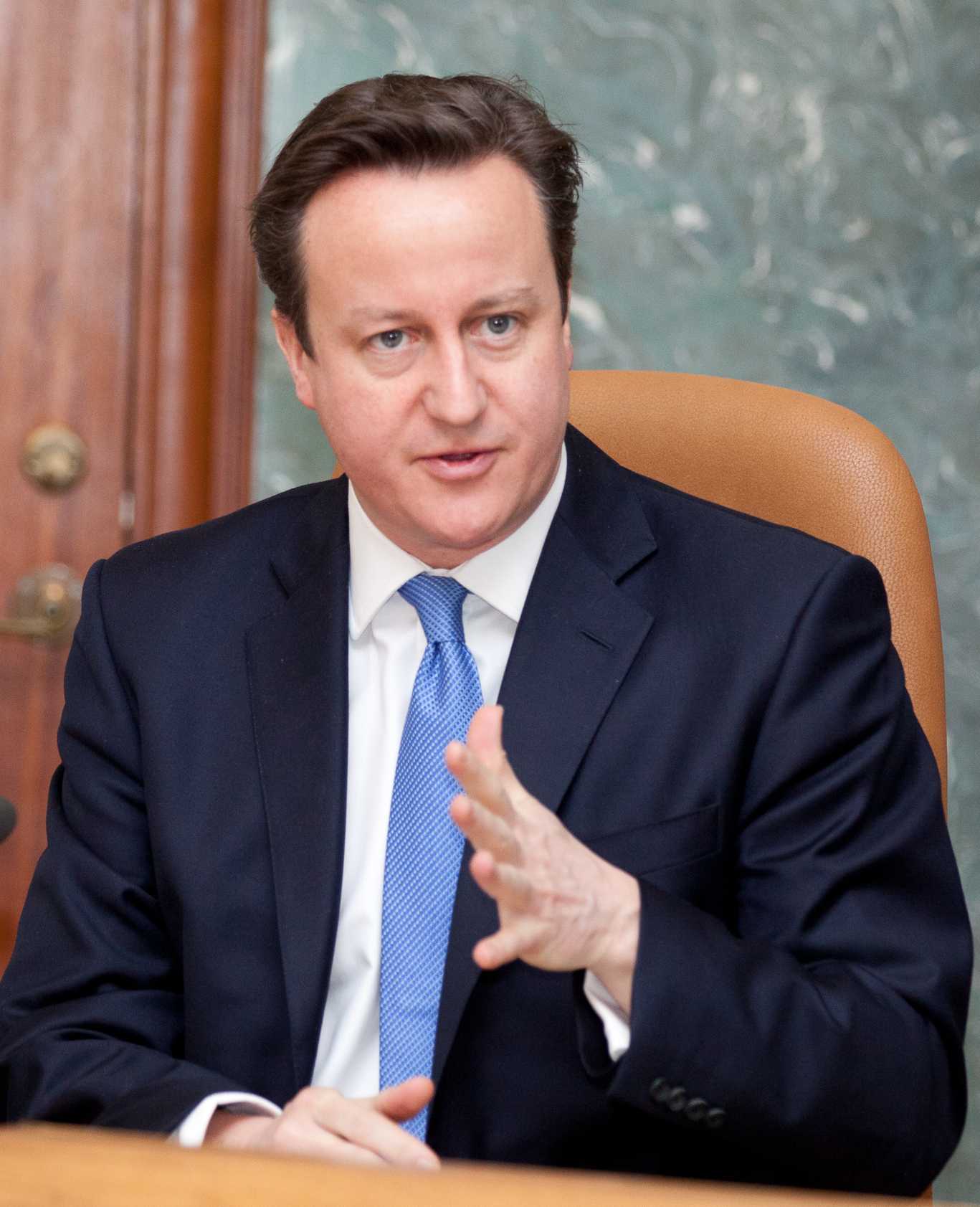
David Cameron.

Le Parti conservateur est arrivé en tête lors des élections de 2010, sans toutefois remporter de majorité. Son chef, David Cameron, est devenu Premier ministre à la faveur d'une coalition avec les Libéraux-démocrates.
Devenu chef des conservateurs en 2005, David Cameron a tenté de faire adopter à son parti des positions plus progressistes à travers son projet de « Big Society ». Depuis 2010, le gouvernement de coalition a ainsi légalisé le mariage homosexuel ou augmenté l'aide au développement.
Toutefois, les conservateurs au pouvoir ont mis l'accent sur la réduction du déficit public, qui a fait suite à la crise économique, notamment en coupant dans les budgets sociaux. La mise en place de la « Bedroom Tax » — un impôt sur les logements possédant une chambre vacante — est notamment très controversée. Sous la pression du UKIP, Cameron a par ailleurs durci ses positions en matière d'immigration et d'aides sociales.
Dans les derniers mois du mandat, le gouvernement bénéficie d'un taux de croissance en hausse et David Cameron appelle les électeurs à le réélire pour qu'il puisse « finir le boulot ». Parmi les promesses du programme conservateur, figure le doublement du remboursement des garderies d'enfant, l'ouverture de nouvelles free schools, le durcissement des conditions de grève, l'élargissement du « droit à acheter » leur logement pour les locataires de logements sociaux et des baisses d'impôts. Les conservateurs veulent également poursuivre la politique d'austérité en diminuant de 12 milliards de livres les dépenses dans les budgets sociaux,.
N'ayant pas réussi à faire adopter une loi sur la question dans le précédent Parlement, les conservateurs promettent de tenir d'ici 2017 un référendum sur le maintien ou non du Royaume-Uni au sein de l'Union européenne. Ils souhaitent par ailleurs « protéger l'économie britannique de plus d'intégration avec l'Eurozone », demander le rapatriement de certains pouvoirs de Bruxelles et mettre fin à l'application de la Convention européenne des droits de l'homme au Royaume-Uni.
Enfin, les conservateurs font campagne en soulignant que la possibilité d'un parlement minoritaire pourrait ouvrir la porte à une alliance entre les travaillistes et les nationalistes écossais du SNP, ce qui serait selon eux une « coalition du chaos ».

#### Parti travailliste

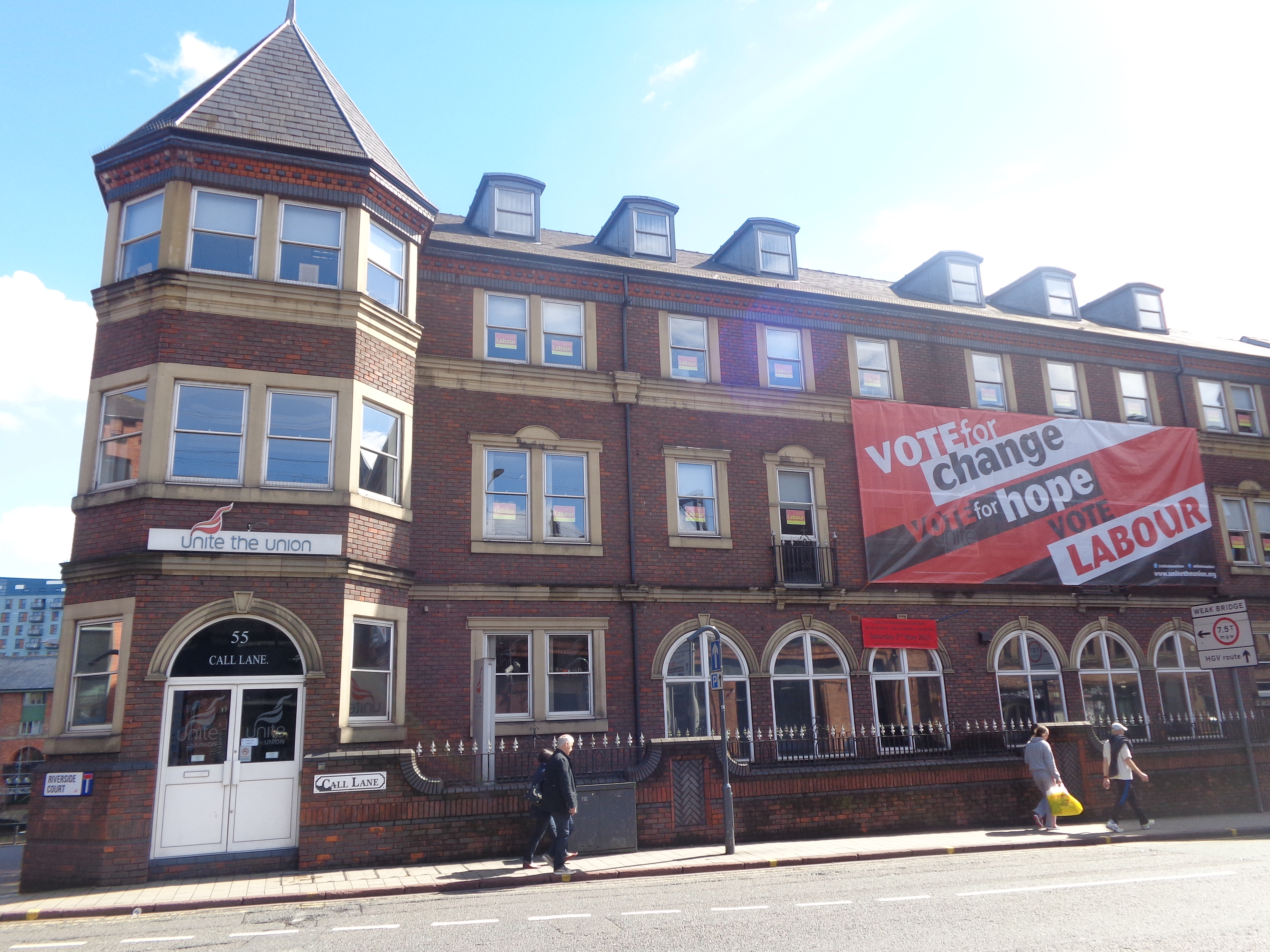
Affiche du syndicat Unite soutenant le Parti travailliste.

Le Parti travailliste est dans l'opposition depuis 2010, après avoir occupé le pouvoir pendant 13 années sous les Premiers ministres Tony Blair et Gordon Brown.
Ed Miliband a été élu chef du Parti travailliste et chef de l'opposition après la défaite de 2010. Considéré comme plus à gauche que les autres prétendants à la chefferie, le leadership de Miliband a été plusieurs fois critiqué.
Les travaillistes critiquent certaines mesures du gouvernement (comme la « Bedroom Tax ») et le fait que le regain de croissance n'empêche pas la multiplication des travailleurs précaires, notamment ceux qui disposent d'un « contrat à zéro heure ». Toutefois, accusés par les conservateurs d'être à l'origine du déficit lors de leur précédent passage au gouvernement, le Parti travailliste compte « équilibrer les comptes » d'ici la fin de la législature s'il est élu. Cette promesse, justifiée par le souci d'apparaitre « crédible », est critiquée par le SNP et les verts ainsi que certains économistes qui souhaiteraient que les travaillistes s'engagent pour une relance keynesienne de l'économie.
Dans le programme travailliste, figurent également l'augmentation du salaire minimum, la création d'un service national de garde d'enfants, l'augmentation des impôts pour les plus riches, le gel des tarifs des trains et de l'énergie, le recrutement de plus de 30 000 personnels supplémentaires dans le National Health Service, le remplacement de la Chambre des lords par un sénat. Néanmoins, le journaliste Owen Jones observe que « si M. Miliband était parvenu au pouvoir, le Royaume-Uni aurait continué à afficher le taux d’imposition des sociétés le plus bas du G7 et, pour la première fois, les travaillistes se seraient engagés à réduire les dépenses publiques chaque année au cours de leur mandat. » Face au UKIP et à la ligne plus dure du Parti conservateur sur l'immigration et l'Union européenne, le Parti travailliste veut limiter l'accès des immigrés aux prestations sociales et promet que tout transfert de pouvoir à l'Union européenne n'aurait lieu que par référendum.

#### Libéraux-démocrates
Les Libéraux-démocrates, ou les partis qui les ont précédés, sont depuis les années 1930 le troisième parti britannique. En 2010, ils ont fait le choix de participer à un gouvernement de coalition avec les conservateurs et leur chef, Nick Clegg, est devenu vice-premier ministre.
Toutefois, la participation des Libéraux-démocrates au gouvernement Cameron leur a attiré de nombreuses critiques notamment en raison du fait que ses ministres aient accepté la politique d'austérité des conservateurs mais surtout pour les promesses faites en 2010 et sur lesquels les Libéraux-démocrates sont revenus. C'est notamment le cas de la promesse de ne pas augmenter les frais d'inscription des universités alors qu'en novembre 2010 le gouvernement autorise ces dernières à facturer jusqu'à 9 000 livres l'année aux étudiants. Par ailleurs, les réformes prônées par les Libéraux-démocrates dans l'accord de coalition avec les conservateurs n'ont pas pu être menées à bout. C'est notamment le cas de la réforme du mode de scrutin (rejetée par référendum) ou de la réforme de la Chambre des lords (rejetée par les députés conservateurs).
Ainsi, dès le début de la campagne les Libéraux-démocrates apparaissent très affaiblis.

#### UKIP
Le UK Independence Party est un parti eurosceptique et anti-immigration dont le chef est Nigel Farage.
Le UKIP est arrivé quatrième lors du dernier scrutin mais sans remporter aucun siège. Depuis, il a gagné en popularité, remportant deux élections partielles et arrivant même en tête lors des élections européennes de 2014.

#### SNP
Le Scottish National Party est un parti nationaliste qui ne se présente qu'en Écosse.
Il a remporté les élections écossaises de 2011 et a connu un gain de popularité à la suite du référendum sur l'indépendance de l'Écosse. Il est le principal concurrent des travaillistes en Écosse, les sondages prédisant qu'il pourrait gagner une majorité voire tous les sièges écossais de la Chambre des communes.

#### Autres partis
Parmi les autres partis :
- les Verts sont divisés en trois partis régionaux : Angleterre et pays de Galles, Écosse et Irlande du Nord. Ils ont remporté leur premier siège au Parlement en 2010 et avant l'élection de 2015, certains sondages indiquent qu'ils pourraient surpasser les Libéraux-démocrates.
- le Plaid Cymru est un parti régionaliste du pays de Galles. Il a remporté trois sièges lors des dernières élections.
- Respect (gauche) qui a remporté un siège à la suite d'une élection partielle.
- le British National Party (extrême droite) qui a déjà fait élire des députés européens mais n'a jamais gagné de sièges à la Chambre des communes.

#### Partis nord-irlandais
La plupart des partis d'Irlande du Nord existe sur les bases communautaires du conflit nord-irlandais :
- le Democratic Unionist Party (protestant unioniste) a remporté le plus de sièges lors des élections générales de 2010 et des élections nord-irlandaises de 2011.
- le Sinn Féin (nationaliste républicain) est arrivé en tête du scrutin en 2010 mais a remporté moins de sièges que le DUP. Il est arrivé en tête en Irlande du Nord lors des élections européennes de 2014. Les députés élus du Sinn Féin ne siègent pas à la Chambre des communes britannique, car ils refusent de prêter le serment requis[18].
- le SDLP (nationaliste, centre-gauche) a remporté trois sièges en 2010. Il est proche du Parti travailliste et ses députés suivent généralement les consignes de vote des travaillistes.
- l'Ulster Unionist Party (protestant unioniste) est proche du Parti conservateur avec qui il présente des candidats communs à la Chambre des communes.
- l'Alliance est le principal parti non communautaire d'Irlande du Nord. Il a remporté un siège en 2010.

### Débats
La campagne électorale de 2010 avait été l'occasion, pour la première fois, de trois débats télévisés directs entre les chefs des trois principaux partis. Après de nombreuses propositions des diffuseurs et des discussions au sujet de quels partis devaient être représentés à un débat,, il est finalement décidé qu'un seul débat de tous les chefs aurait lieu en 2015, réunissant :
- David Cameron, Premier ministre (Parti conservateur)
- Ed Miliband, chef de l'opposition (Parti travailliste)
- Nick Clegg, Vice-Premier ministre (Libéraux-démocrates)
- Nigel Farage (UKIP)
- Natalie Bennett (Parti vert)
- Nicola Sturgeon, Première ministre d'Écosse (SNP)
- Leanne Wood (Plaid Cymru)

Ce débat a eu lieu le 2 avril 2015 sur ITV et est présenté par Julie Etchingham (en).
Les chefs des cinq partis d'opposition ont débattu de nouveau, mais sans Cameron et Clegg, le 16 avril 2015 lors d'une émission présentée par David Dimbleby.
Deux émissions spéciales ont également été diffusées, avec des interviews successives de Cameron et Miliband par Jeremy Paxman à Cameron & Miliband: The Battle for Number 10 sur Channel 4 et Sky le 26 mars et de Cameron, Miliband et Clegg à Question Time sur la BBC le 30 avril.

### Soutiens
Traditionnellement, les journaux britanniques accordent leur soutien aux partis politiques.
Parti conservateur
- Daily Mail[22]
- The Daily Telegraph[23]
- Financial Times[24]
- The Sun[25]
- The Times[26]
- The Mail on Sunday[27]
- The Sunday Telegraph[28]
- The Sunday Times[29]
- The Economist[30]
- The Spectator[31]

Parti travailliste
- The Daily Mirror[32]
- The Guardian[33]
- The Morning Star[34]
- The Observer[35]
- The Sunday People[36]
- Sunday Mirror[37]
- New Statesman[38]

Libéraux-démocrates
- The Independent[39]

UKIP
- Daily Express[40]

### Coalitions possibles
La plupart des sondages ayant indiqué qu'aucun parti ne disposerait de la majorité absolue, de nombreux débats ont lieu sur la formation d'un gouvernement de coalition dans un Parlement minoritaire. Si le Sinn Féin maintient sa politique de non participation au Parlement comme il l'annonce, 323 sièges sont nécessaires pour une majorité.
Les conservateurs et les travaillistes indiquent tous les deux souhaiter former un gouvernement majoritaire. Les conservateurs refusent d'aborder publiquement de possibles coalitions avant les élections et, selon certaines sources, le Parti conservateur et le Parti travailliste se prépareraient à la tenue de secondes élections dans l'année.
En cas de parlement minoritaire, les Libéraux-démocrates ont déclaré vouloir d'abord négocier avec le parti qui aura le plus de sièges. Nick Clegg, le chef des Libéraux démocrates, indique par ailleurs trouver « très difficile d'imaginer les circonstances » dans lesquelles UKIP et les Libéraux démocrates participeraient au même gouvernement.
Le Parti travailliste, vu par les commentateurs comme ayant plus de partenaires potentiels dans un Parlement minoritaire, a écarté l'hypothèse d'un accord avec le SNP, que ce soit une coalition ou même un soutien extérieur. Ce refus suggère qu'il préfèrerait former un gouvernement minoritaire.
Les conservateurs ont précédemment écarté une coalition avec le SNP, ainsi que les Libéraux démocrates.
Le Parti vert anglais, le Plaid Cymru et le SNP ont tous écarté la possibilité de collaborer avec les conservateurs et sont tombés d'accord pour travailler ensemble « autant que possible » pour contrer l'austérité budgétaire,,. Ces trois partis ont posé comme condition d'un accord avec les travaillistes le non remplacement des missiles nucléaires Trident. Le SNP s'est par ailleurs déclaré prêt à travailler avec le Parti travailliste et les Libéraux démocrates, tout en jugeant une coalition formelle « hautement improbable » bien qu'un accord moins formel soit possible. Le Plaid Cymru et le Parti vert ont une position similaire,.
Un gouvernement de droite possible réunirait les conservateurs, le UKIP et le DUP. UKIP a indiqué pouvoir soutenir n'importe quel gouvernement qui proposerait un référendum sur le retrait du Royaume-Uni de l'Union européenne. Le DUP a indiqué pouvoir travailler avec les conservateurs ou les travaillistes mais n'être pas intéressé par une coalition.

## Sondages

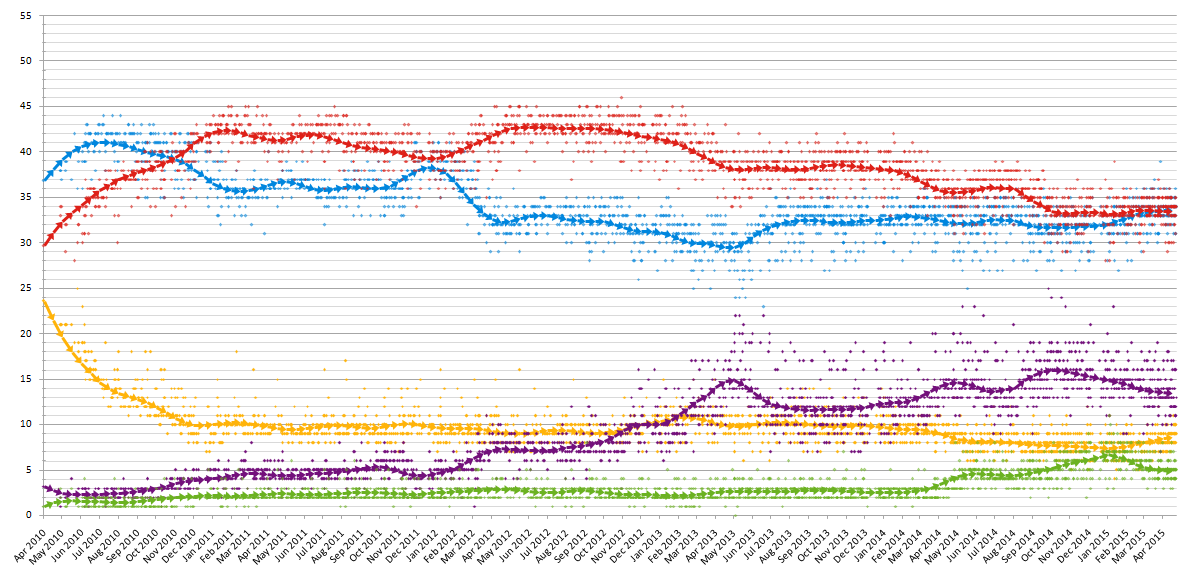
Intentions de vote pour les partis politiques du 13 mai 2010 au jour de l'élection.
Parti conservateur
Parti travailliste
Libéraux-démocrates
UKIP
Parti vert

## Résultats

### Nationaux
|                        |                                          |            |       |       |        |               |  |  |  |
| Parti                  | Parti                                    | Voix       | %     | +/-   | Sièges | +/-           |  |  |  |
|                        | Parti conservateur                       | 11 299 609 | 36,81 | 0,76  | 330    | 24            |  |  |  |
|                        | Parti travailliste                       | 9 347 273  | 30,45 | 1,46  | 232    | 26            |  |  |  |
|                        | Parti pour l'indépendance du Royaume-Uni | 3 881 099  | 12,64 | 9,54  | 1      | 1             |  |  |  |
|                        | Libéraux-démocrates                      | 2 415 916  | 7,87  | 15,16 | 8      | 49            |  |  |  |
|                        | Parti national écossais                  | 1 454 436  | 4,74  | 3,08  | 56     | 50            |  |  |  |
|                        | Parti vert                               | 1 111 603  | 3,62  | 2,66  | 1      | en stagnation |  |  |  |
|                        | Parti unioniste démocrate                | 184 260    | 0,60  | 0,03  | 8      | en stagnation |  |  |  |
|                        | Plaid Cymru                              | 181 704    | 0,59  | 0,03  | 3      | en stagnation |  |  |  |
|                        | Sinn Féin                                | 176 232    | 0,57  | 0,01  | 4      | 1             |  |  |  |
|                        | Parti unioniste d'Ulster                 | 114 935    | 0,37  | 0,03  | 2      | 2             |  |  |  |
|                        | Parti social-démocrate et travailliste   | 99 809     | 0,33  | 0,04  | 3      | en stagnation |  |  |  |
|                        | Alliance                                 | 61 556     | 0,20  | 0,06  | 0      | 1             |  |  |  |
|                        | Autres partis                            | 232 579    | 0,76  | –     | 0      | en stagnation |  |  |  |
|                        | Indépendants                             | 101 897    | 0,33  | 0,28  | 1      | en stagnation |  |  |  |
|                        | Président de la Chambre                  | 34 617     | 0,11  | –     | 1      | en stagnation |  |  |  |
|                        |                                          |            |       |       |        |               |  |  |  |
| Suffrages exprimés     | Suffrages exprimés                       | 30 697 525 | 99,67 |       |        |               |  |  |  |
| Votes blancs et nuls   | Votes blancs et nuls                     | 102 639    | 0,23  |       |        |               |  |  |  |
| Total                  | Total                                    | 30 800 164 | 100   | –     | 650    | en stagnation |  |  |  |
| Abstentions            | Abstentions                              | 15 554 033 | 33,55 |       |        |               |  |  |  |
| Inscrits/participation | Inscrits/participation                   | 46 354 197 | 66,45 |       |        |               |  |  |  |

Répartition des voix.
Sièges par circonscription.
Résultats par parti par circonscription.
Résultats en sièges par régions.

#### Par pays constitutifs

##### Angleterre
| Parti                       | Parti                       | Votes      | %     | Sièges | +/-           |
| --------------------------- | --------------------------- | ---------- | ----- | ------ | ------------- |
|                             | Parti conservateur          | 10 483 611 | 40,99 | 319    | 21            |
|                             | Parti travailliste          | 8 087 684  | 31,63 | 206    | 15            |
|                             | UKIP                        | 3 611 367  | 14,12 | 1      | 1             |
|                             | Libéraux-démocrates         | 2 098 404  | 8,21  | 6      | 37            |
|                             | Parti vert                  | 1 073 242  | 4,20  | 1      | en stagnation |
|                             | Autres                      | 216 896    | 0,85  | 0      | en stagnation |
|                             |                             |            |       |        |               |
| Total/Taux de participation | Total/Taux de participation | 25 751 204 | 65,9  | 533    | en stagnation |

##### Écosse
| Parti                       | Parti                       | Votes     | %     | Sièges | +/-           |
| --------------------------- | --------------------------- | --------- | ----- | ------ | ------------- |
|                             | Parti national écossais     | 1 454 436 | 49,97 | 56     | 50            |
|                             | Parti travailliste          | 707 147   | 24,30 | 1      | 40            |
|                             | Parti conservateur          | 434 097   | 14,92 | 1      | en stagnation |
|                             | Libéraux-démocrates         | 219 675   | 7,55  | 1      | 10            |
|                             | Autres                      | 95 110    | 3,37  | 0      | en stagnation |
|                             |                             |           |       |        |               |
| Total/Taux de participation | Total/Taux de participation | 2 910 465 | 71,1  | 59     | en stagnation |

##### Pays de Galles
| Parti                       | Parti                       | Votes     | %     | Sièges | +/-           |
| --------------------------- | --------------------------- | --------- | ----- | ------ | ------------- |
|                             | Parti travailliste          | 552 473   | 36,87 | 25     | 1             |
|                             | Parti conservateur          | 407 813   | 27,22 | 11     | 3             |
|                             | UKIP                        | 204 330   | 13,64 | 0      | en stagnation |
|                             | Plaid Cymru                 | 181 704   | 12,13 | 3      | en stagnation |
|                             | Libéraux-démocrates         | 97 783    | 6,53  | 1      | 2             |
|                             | Autres                      | 53 960    | 3,61  | 0      | en stagnation |
|                             |                             |           |       |        |               |
| Total/Taux de participation | Total/Taux de participation | 1 498 063 | 65,6  | 40     | en stagnation |

##### Irlande du Nord
| Parti                       | Parti                                  | Votes   | %     | Sièges | +/-           |
| --------------------------- | -------------------------------------- | ------- | ----- | ------ | ------------- |
|                             | Parti unioniste démocrate              | 184 260 | 26,12 | 8      | en stagnation |
|                             | Sinn Féin                              | 176 232 | 24,98 | 4      | 1             |
|                             | Parti unioniste d'Ulster               | 102 361 | 14,51 | 2      | 2             |
|                             | Parti social-démocrate et travailliste | 99 809  | 14,15 | 3      | en stagnation |
|                             | Parti de l'Alliance d'Irlande du Nord  | 61 556  | 8,73  | 0      | 1             |
|                             | Indépendant                            | 19 177  | 2,72  | 1      | en stagnation |
|                             | Autres                                 | 62 114  | 8,80  | 0      | en stagnation |
|                             |                                        |         |       |        |               |
| Total/Taux de participation | Total/Taux de participation            | 705 509 | 58,1  | 18     | en stagnation |

## Analyse
Alors que tous les sondages avant le scrutin prédisaient un Parlement minoritaire dans lequel conservateurs et travaillistes seraient au coude à coude, c'est finalement une large avance du Parti conservateur qui est annoncée par le sondage de sortie des urnes. Au fur et à mesure du dépouillement, l'avance des conservateurs se confirme et ils parviennent à remporter une majorité absolue des sièges.
À l'inverse, le Parti travailliste, dont les sondages disaient qu'il pouvait gagner des sièges, en perd 26, réalisant sa pire performance depuis 1987. En effet, ses gains sont faibles en Angleterre — où le vote travailliste est concurrencé par le UKIP — et il est décimé en Écosse où le SNP réussit à s'emparer de 50 % des voix et de 56 des 59 sièges.
Le résultat des Libéraux-démocrates est plus cinglant encore : ils perdent 49 de leurs 57 députés et sont réduits à huit sièges.
Avec 12,6 %, le score du UKIP est en augmentation de près de 10 points. Mais cette percée ne se concrétise pas en sièges : le parti n'a qu'un député. Le Parti vert est également en hausse : il conserve son seul siège acquis en 2010 à Brighton Pavilion, mais ne parvient pas à en conquérir d'autres.

### Femmes et minorités
À la suite de cette élection, le nombre de femmes députées augmente d'un tiers, passant de 147 à 190 (dont 68 conservatrices, 99 travaillistes, 20 SNP), soit 28 % des membres de la Chambre des communes.
Le nombre de députés issus de minorités ethniques est également en hausse, passant de 27 à 42. La nouvelle Chambre des communes compte également 29 députés ouvertement homosexuels ou bisexuels.

## Suites

### Démissions
Le lendemain des élections, après leurs mauvais résultats, Ed Miliband (travailliste) et Nick Clegg (libéral-démocrate) démissionnent de la direction de leurs partis respectifs,.
Conformément à une promesse faite pendant la campagne, Nigel Farage du UKIP annonce sa démission après avoir échoué à remporter un siège à South Thanet. Toutefois, dans les jours qui suivent, le comité exécutif du UKIP rejette cette démission et Farage reste finalement en fonction.

### Erreur des sondages
Le fait que tous les sondages aient échoué à mesurer l'avance du Parti conservateur pousse le British Polling Council à lancer une enquête indépendante sur les raisons du « biais manifeste » dans les méthodes des sondeurs.

### Condamnation du Parti conservateur
En mars 2017, la commission électorale inflige une amende de 70 000 livres au Parti conservateur pour des déclarations inexactes et sous-évaluées de dépenses lors des campagnes aux législatives de 2015.

## Analyse post-électorale

### Analyse sociologique
| Résultats d'Ipsos MORI      | Résultats d'Ipsos MORI      | Résultats d'Ipsos MORI      | Résultats d'Ipsos MORI      | Résultats d'Ipsos MORI      | Résultats d'Ipsos MORI      | Résultats d'Ipsos MORI      | Résultats de YouGov,     | Résultats de YouGov, | Résultats de YouGov, | Résultats de YouGov, | Résultats de YouGov, | Résultats de YouGov, | Résultats de YouGov, | Résultats de YouGov, | Résultats de YouGov, |
| Catégorie                   | Cons.                       | Trav.                       | UKIP                        | LibDem                      | Verts                       | Autres                      | Catégorie                | Cons.                | Trav.                | UKIP                 | LibDem               | SNP                  | Verts                | PC                   | Autres               |
| --------------------------- | --------------------------- | --------------------------- | --------------------------- | --------------------------- | --------------------------- | --------------------------- | ------------------------ | -------------------- | -------------------- | -------------------- | -------------------- | -------------------- | -------------------- | -------------------- | -------------------- |
| Catégorie                   |                             |                             |                             |                             |                             |                             | Catégorie                |                      |                      |                      |                      |                      |                      |                      |                      |
| Total                       | 38 %                        | 31 %                        | 13 %                        | 8 %                         | 4 %                         | 6 %                         | Total                    | 38 %                 | 31 %                 | 13 %                 | 8 %                  | 5 %                  | 4 %                  | 1 %                  | 2 %                  |
| Sexe                        | Sexe                        | Sexe                        | Sexe                        | Sexe                        | Sexe                        | Sexe                        | Sexe                     | Sexe                 | Sexe                 | Sexe                 | Sexe                 | Sexe                 | Sexe                 | Sexe                 | Sexe                 |
| Hommes                      | 38 %                        | 30 %                        | 14 %                        | 8 %                         | 4 %                         | 6 %                         | Hommes                   | 37 %                 | 29 %                 | 15 %                 | 8 %                  | 5 %                  | 4 %                  | 1 %                  | 2 %                  |
| Femmes                      | 37 %                        | 33 %                        | 12 %                        | 8 %                         | 4 %                         | 6 %                         | Femmes                   | 38 %                 | 33 %                 | 12 %                 | 8 %                  | 4 %                  | 4 %                  | 0 %                  | 2 %                  |
| Age                         | Age                         | Age                         | Age                         | Age                         | Age                         | Age                         | Age                      | Age                  | Age                  | Age                  | Age                  | Age                  | Age                  | Age                  | Age                  |
| 18-24 ans                   | 27 %                        | 43 %                        | 8 %                         | 5 %                         | 8 %                         | 9 %                         | 18-29 ans                | 32 %                 | 36 %                 | 9 %                  | 9 %                  | 5 %                  | 7 %                  | 1 %                  | 2 %                  |
| 25-34 ans                   | 33 %                        | 36 %                        | 10 %                        | 7 %                         | 7 %                         | 7 %                         | 30-39 ans                | 36 %                 | 34 %                 | 10 %                 | 8 %                  | 5 %                  | 5 %                  | 0 %                  | 2 %                  |
| 35-44 ans                   | 35 %                        | 35 %                        | 10 %                        | 10 %                        | 4 %                         | 6 %                         | 40-49 ans                | 33 %                 | 33 %                 | 14 %                 | 7 %                  | 5 %                  | 4 %                  | 1 %                  | 2 %                  |
| 45-54 ans                   | 36 %                        | 33 %                        | 14 %                        | 8 %                         | 4 %                         | 5 %                         | 50-59 ans                | 36 %                 | 32 %                 | 16 %                 | 7 %                  | 5 %                  | 3 %                  | 1 %                  | 2 %                  |
| 55-64 ans                   | 37 %                        | 31 %                        | 14 %                        | 9 %                         | 2 %                         | 7 %                         | Plus de 60 ans           | 45 %                 | 25 %                 | 16 %                 | 7 %                  | 3 %                  | 2 %                  | 0 %                  | 2 %                  |
| Plus de 65 ans              | 47 %                        | 23 %                        | 17 %                        | 8 %                         | 2 %                         | 3 %                         | Age et sexe              | Age et sexe          | Age et sexe          | Age et sexe          | Age et sexe          | Age et sexe          | Age et sexe          | Age et sexe          | Age et sexe          |
| Hommes par âge              | Hommes par âge              | Hommes par âge              | Hommes par âge              | Hommes par âge              | Hommes par âge              | Hommes par âge              | Hommes de 18-29 ans      | 34 %                 | 31 %                 | 10 %                 | 10 %                 | 5 %                  | 6 %                  | 1 %                  | 2 %                  |
| 18-24 ans                   | 32 %                        | 41 %                        | 7 %                         | 4 %                         | 8 %                         | 8 %                         | Hommes de 30-39 ans      | 38 %                 | 31 %                 | 11 %                 | 8 %                  | 5 %                  | 5 %                  | 1 %                  | 1 %                  |
| 25-34 ans                   | 35 %                        | 32 %                        | 11 %                        | 9 %                         | 6 %                         | 7 %                         | Hommes de 40-49 ans      | 34 %                 | 31 %                 | 16 %                 | 7 %                  | 6 %                  | 4 %                  | 1 %                  | 2 %                  |
| 35-54 ans                   | 38 %                        | 32 %                        | 12 %                        | 8 %                         | 4 %                         | 6 %                         | Hommes de 50-59 ans      | 33 %                 | 31 %                 | 18 %                 | 7 %                  | 6 %                  | 3 %                  | 1 %                  | 2 %                  |
| Plus de 55 ans              | 40 %                        | 25 %                        | 19 %                        | 8 %                         | 2 %                         | 6 %                         | Hommes de plus de 60 ans | 44 %                 | 24 %                 | 18 %                 | 7 %                  | 4 %                  | 2 %                  | 0 %                  | 1 %                  |
| Femmes par âge              | Femmes par âge              | Femmes par âge              | Femmes par âge              | Femmes par âge              | Femmes par âge              | Femmes par âge              | Femmes de 18-29 ans      | 29 %                 | 41 %                 | 7 %                  | 8 %                  | 4 %                  | 8 %                  | 1 %                  | 2 %                  |
| 18-24 ans                   | 24 %                        | 44 %                        | 10 %                        | 5 %                         | 9 %                         | 8 %                         | Femmes de 30-39 ans      | 33 %                 | 37 %                 | 9 %                  | 8 %                  | 5 %                  | 5 %                  | 0 %                  | 2 %                  |
| 25-34 ans                   | 31 %                        | 49 %                        | 9 %                         | 5 %                         | 8 %                         | 7 %                         | Femmes de 40-49 ans      | 33 %                 | 36 %                 | 12 %                 | 7 %                  | 5 %                  | 4 %                  | 1 %                  | 2 %                  |
| 35-54 ans                   | 32 %                        | 35 %                        | 12 %                        | 9 %                         | 4 %                         | 8 %                         | Femmes de 50-59 ans      | 38 %                 | 32 %                 | 14 %                 | 7 %                  | 4 %                  | 3 %                  | 0 %                  | 2 %                  |
| Plus de 55 ans              | 45 %                        | 27 %                        | 13 %                        | 9 %                         | 2 %                         | 4 %                         | Femmes de plus de 60 ans | 46 %                 | 25 %                 | 14 %                 | 8 %                  | 3 %                  | 2 %                  | 0 %                  | 2 %                  |
| Classes sociales            | Classes sociales            | Classes sociales            | Classes sociales            | Classes sociales            | Classes sociales            | Classes sociales            | Classes sociales         | Classes sociales     | Classes sociales     | Classes sociales     | Classes sociales     | Classes sociales     | Classes sociales     | Classes sociales     | Classes sociales     |
| AB                          | 45 %                        | 26 %                        | 8 %                         | 12 %                        | 4 %                         | 5 %                         | AB                       | 44 %                 | 28 %                 | 9 %                  | 10 %                 | 4 %                  | 4 %                  | 1 %                  | 2 %                  |
| C1                          | 41 %                        | 29 %                        | 11 %                        | 8 %                         | 4 %                         | 7 %                         | C1                       | 38 %                 | 30 %                 | 11 %                 | 9 %                  | 5 %                  | 5 %                  | 1 %                  | 2 %                  |
| C2                          | 32 %                        | 32 %                        | 19 %                        | 6 %                         | 4 %                         | 7 %                         | C2                       | 36 %                 | 31 %                 | 17 %                 | 6 %                  | 5 %                  | 3 %                  | 1 %                  | 2 %                  |
| DE                          | 27 %                        | 41 %                        | 17 %                        | 5 %                         | 3 %                         | 7 %                         | DE                       | 29 %                 | 37 %                 | 18 %                 | 6 %                  | 5 %                  | 3 %                  | 0 %                  | 2 %                  |
| Hommes par classes sociales | Hommes par classes sociales | Hommes par classes sociales | Hommes par classes sociales | Hommes par classes sociales | Hommes par classes sociales | Hommes par classes sociales | Niveau d'études          | Niveau d'études      | Niveau d'études      | Niveau d'études      | Niveau d'études      | Niveau d'études      | Niveau d'études      | Niveau d'études      | Niveau d'études      |
| AB                          | 46 %                        | 25 %                        | 10 %                        | 11 %                        | 3 %                         | 5 %                         | GCSE ou inférieur        | 38 %                 | 30 %                 | 20 %                 | 5 %                  | 3 %                  | 2 %                  | 0 %                  | 2 %                  |
| C1                          | 42 %                        | 27 %                        | 12 %                        | 8 %                         | 4 %                         | 7 %                         | A-level                  | 37 %                 | 31 %                 | 11 %                 | 8 %                  | 6 %                  | 5 %                  | 1 %                  | 2 %                  |
| C2                          | 30 %                        | 32 %                        | 21 %                        | 5 %                         | 4 %                         | 8 %                         | Université               | 35 %                 | 34 %                 | 6 %                  | 11 %                 | 5 %                  | 6 %                  | 1 %                  | 2 %                  |
| DE                          | 26 %                        | 40 %                        | 18 %                        | 4 %                         | 3 %                         | 9 %                         | Autres                   | 41 %                 | 27 %                 | 13 %                 | 8 %                  | 5 %                  | 3 %                  | 0 %                  | 2 %                  |
| Femmes par classes sociales | Femmes par classes sociales | Femmes par classes sociales | Femmes par classes sociales | Femmes par classes sociales | Femmes par classes sociales | Femmes par classes sociales | Ne sait pas/Refus        | 32 %                 | 33 %                 | 18 %                 | 4 %                  | 6 %                  | 3 %                  | 0 %                  | 4 %                  |
| AB                          | 44 %                        | 28 %                        | 6 %                         | 12 %                        | 5 %                         | 5 %                         | Habitation               | Habitation           | Habitation           | Habitation           | Habitation           | Habitation           | Habitation           | Habitation           | Habitation           |
| C1                          | 41 %                        | 31 %                        | 10 %                        | 8 %                         | 5 %                         | 5 %                         | Possédée                 | 47 %                 | 23 %                 | 15 %                 | 8 %                  | 3 %                  | 2 %                  | 0 %                  | 1 %                  |
| C2                          | 34 %                        | 33 %                        | 17 %                        | 7 %                         | 4 %                         | 5 %                         | Hypothéquée              | 42 %                 | 29 %                 | 12 %                 | 8 %                  | 4 %                  | 3 %                  | 0 %                  | 2 %                  |
| DE                          | 28 %                        | 42 %                        | 16 %                        | 5 %                         | 3 %                         | 6 %                         | Locataire social         | 20 %                 | 45 %                 | 18 %                 | 5 %                  | 7 %                  | 3 %                  | 0 %                  | 1 %                  |
| Habitation                  | Habitation                  | Habitation                  | Habitation                  | Habitation                  | Habitation                  | Habitation                  | Locataire privé          | 34 %                 | 32 %                 | 12 %                 | 9 %                  | 4 %                  | 7 %                  | 0 %                  | 1 %                  |
| Possédée                    | 46 %                        | 22 %                        | 15 %                        | 9 %                         | 2 %                         | 6 %                         | Ne sait pas              | 31 %                 | 38 %                 | 10 %                 | 8 %                  | 4 %                  | 6 %                  | 0 %                  | 3 %                  |
| Hypothéquée                 | 39 %                        | 31 %                        | 10 %                        | 9 %                         | 3 %                         | 8 %                         | Secteur de travail       | Secteur de travail   | Secteur de travail   | Secteur de travail   | Secteur de travail   | Secteur de travail   | Secteur de travail   | Secteur de travail   | Secteur de travail   |
| Locataire social            | 18 %                        | 50 %                        | 18 %                        | 3 %                         | 3 %                         | 8 %                         | Privé                    | 43 %                 | 26 %                 | 14 %                 | 7 %                  | 4 %                  | 4 %                  | 0 %                  | 2 %                  |
| Locataire privé             | 28 %                        | 39 %                        | 11 %                        | 6 %                         | 9 %                         | 7 %                         | Public                   | 33 %                 | 36 %                 | 11 %                 | 9 %                  | 5 %                  | 4 %                  | 1 %                  | 2 %                  |
| Groupe ethnique             | Groupe ethnique             | Groupe ethnique             | Groupe ethnique             | Groupe ethnique             | Groupe ethnique             | Groupe ethnique             | Revenus du ménage        | Revenus du ménage    | Revenus du ménage    | Revenus du ménage    | Revenus du ménage    | Revenus du ménage    | Revenus du ménage    | Revenus du ménage    | Revenus du ménage    |
| Blanc                       | 39 %                        | 28 %                        | 14 %                        | 8 %                         | 4 %                         | 7 %                         | Moins de 20 000 £        | 29 %                 | 36 %                 | 17 %                 | 7 %                  | 5 %                  | 4 %                  | 1 %                  | 2 %                  |
| Noirs et minorités          | 23 %                        | 65 %                        | 2 %                         | 4 %                         | 3 %                         | 3 %                         | 20 000-39 999 £          | 37 %                 | 32 %                 | 14 %                 | 8 %                  | 4 %                  | 4 %                  | 0 %                  | 1 %                  |
|                             |                             |                             |                             |                             |                             |                             | 40 000-69 999 £          | 42 %                 | 29 %                 | 10 %                 | 9 %                  | 5 %                  | 4 %                  | 1 %                  | 1 %                  |
| Plus de 70 000 £            | 51 %                        | 23 %                        | 7 %                         | 10 %                        | 4 %                         | 3 %                         | 0 %                      | 1 %                  |                      |                      |                      |                      |                      |                      |                      |
| Journaux                    |                             |                             |                             |                             |                             |                             |                          |                      |                      |                      |                      |                      |                      |                      |                      |
| Daily Express               | 51 %                        | 13 %                        | 27 %                        | 5 %                         | 2 %                         | 1 %                         | 0 %                      | 1 %                  |                      |                      |                      |                      |                      |                      |                      |
| Daily Mail                  | 59 %                        | 14 %                        | 19 %                        | 5 %                         | 1 %                         | 1 %                         | 0 %                      | 2 %                  |                      |                      |                      |                      |                      |                      |                      |
| Daily Mirror/Daily Record   | 11 %                        | 67 %                        | 9 %                         | 5 %                         | 6 %                         | 2 %                         | 0 %                      | 1 %                  |                      |                      |                      |                      |                      |                      |                      |
| Daily Star                  | 25 %                        | 41 %                        | 26 %                        | 3 %                         | 3 %                         | 1 %                         | 0 %                      | 2 %                  |                      |                      |                      |                      |                      |                      |                      |
| The Sun                     | 47 %                        | 24 %                        | 19 %                        | 4 %                         | 4 %                         | 1 %                         | 0 %                      | 1 %                  |                      |                      |                      |                      |                      |                      |                      |
| The Daily Telegraph         | 69 %                        | 8 %                         | 12 %                        | 8 %                         | 0 %                         | 1 %                         | 0 %                      | 1 %                  |                      |                      |                      |                      |                      |                      |                      |
| The Guardian                | 6 %                         | 62 %                        | 1 %                         | 11 %                        | 3 %                         | 14 %                        | 1 %                      | 2 %                  |                      |                      |                      |                      |                      |                      |                      |
| The Independent             | 17 %                        | 47 %                        | 4 %                         | 16 %                        | 3 %                         | 11 %                        | 1 %                      | 1 %                  |                      |                      |                      |                      |                      |                      |                      |
| The Times                   | 55 %                        | 20 %                        | 6 %                         | 13 %                        | 1 %                         | 3 %                         | 1 %                      | 2 %                  |                      |                      |                      |                      |                      |                      |                      |